# Bartosz Adamski
Bartosz Adamski (ur. 7 maja 1997) – polski siatkarz, grający na pozycji środkowego. Od sezonu 2019/2020 występuje w drużynie LUKS Wilki Wilczyn.

## Sukcesy klubowe
Mistrzostwo I Ligi:
- 2019